# Божі-Босе
Божі-Босе (фр. Bogis-Bossey) — громада  в Швейцарії в кантоні Во, округ Ньйон.

## Географія
Громада розташована на відстані близько 120 км на південний захід від Берна, 45 км на південний захід від Лозанни.
Божі-Босе має площу 2,5 км², з яких на 13,6% дозволяється будівництво (житлове та будівництво доріг), 57,6% використовуються в сільськогосподарських цілях, 28,4% зайнято лісами, 0,4% не є продуктивними (річки, льодовики або гори).

## Демографія
2019 року в громаді мешкало 843 особи (-9,7% порівняно з 2010 роком), іноземців було 35%. Густота населення становила 344 осіб/км².
За віковим діапазоном населення розподілялося таким чином: 26,9% — особи молодші 20 років, 58,2% — особи у віці 20—64 років, 14,8% — особи у віці 65 років та старші. Було 300 помешкань (у середньому 2,8 особи в помешканні).